# Kelurahan Lewoleba
Kelurahan Lewoleba är en administrativ by i Indonesien.   Den ligger i provinsen Nusa Tenggara Timur, i den sydöstra delen av landet, 1 800 km öster om huvudstaden Jakarta. Kelurahan Lewoleba ligger på ön Pulau-pulau Solor.